# چادویک (دهانه)
چدویک یک دهانه برخوردی در ماه‌ است.